# Quinaceo Hunt
 (février 2024).
Si vous disposez d'ouvrages ou d'articles de référence ou si vous connaissez des sites web de qualité traitant du thème abordé ici, merci de compléter l'article en donnant les références utiles à sa vérifiabilité et en les liant à la section « Notes et références ».
Quinaceo Hunt, né le 21 janvier 2000, est un footballeur international bermudien évoluant au poste de gardien de but.

## Biographie

### En sélection
Avec les moins de 20 ans, il participe au championnat de la CONCACAF des moins de 20 ans en 2018. Lors de cette compétition organisée aux États-Unis, il joue quatre matchs, avec pour résultats un nul, trois défaites, et un total de dix buts encaissés.
Il reçoit sa première sélection en équipe des Bermudes le 28 octobre 2017, en amical contre la Barbade (défaite 2-3).
En juin 2019, il est retenu par le sélectionneur Kyle Lightbourne afin de participer à la Gold Cup organisée aux États-Unis, en Jamaïque et au Costa Rica. Lors de cette compétition, il officie comme gardien remplaçant et ne joue aucun match. Son équipe enregistre une victoire et deux défaites, ce qui s'avère insuffisant pour passer le premier tour.

## Palmarès
- Champion des Bermudes en 2018 et 2019 avec le PHC Zebras
- Vainqueur de la Coupe des Bermudes en 2017 avec le PHC Zebras